# Archie Barnes
Archibald Charles Barnes (1931–2002.) brit sinológus.

## Élete, munkássága
Archibald Barnes kiváló nyelvérzéke már gyerekkorában megnyilvánult, korán megtanult oroszul, latinul, franciául, németül, ógörögül és kínaiul. egyetemi tanulmányait a Londoni Egyetem a School of Oriental and African Studies-on folytatta, ahol 1951-ben szerzett diplomát. Az egyetem elvégzését követően a pekingi Idegennyelvű Kiadó (Foreign Languages Press) fordítójaként dolgozott, majd a Durham Egyetemen kínai szakán tanított. Mindössze egy ízben, 1960-ban járt Kínában. 1984-ben, megromlott egészségi állapota miatt nyugdíjba vonult. Egész életében klasszikus kínai költészetet bemutató művén dolgozott, amely csak halála után, 2007-ben jelent meg Chinese through poetry címen.

## Főbb művei
- Chinese through poetry. Alcuin Academics, 2007. ISBN 1-904623-51-4